# Austria-Forum
Austria-Forum è un sito web in lingua inglese e tedesca, che fornisce risorse bibliografiche e digitali relative alla geografia, storia, cultura ed economia dell'Austria.

## Descrizione
Austria-Forum è l'erede del progetto culturale AIEOU, lanciato nel '96 dal Ministero per la Scienza e la Ricerca austriaco in occasione del millenario della storia nazionale. Infatti, la prima attestazione della parola Ostarrichi risale al 996, e il nome AIEOU, acronimo di Annotatable Electronic Interactive Oesterreich Universal Information System, fu ispirato dal moto omonimo della casa regnante asburgica.
AIEOU era basato sull'  Österreich-Lexikon, un'enciclopedia dell'Austria, che nel 1995 fu pubblicata per la prima volta in formato stampa.